# ادوارد ژبروفسکی
ادوارد ژبروفسکی (لهستانی: Edward Żebrowski؛ ‏ ۲۶ ژوئیه ۱۹۳۵–۱۳ فوریه ۲۰۱۴) بازیگر، فیلم‌نامه‌نویس و کارگردان فیلم اهل لهستان بود.
از فیلم‌هایی که وی در آن‌ها نقش داشته است، می‌توان به در روز روشن، شور، ارتباط خاموش، شیفت شب، آزمون، کوه‌ها در تاریکی، پشت یک دیوار، رو در رو، دست‌نیافتنی‌ها و ساختار بلورها اشاره نمود.